# النا جورجسکو
النا جورجسکو (رومانیایی: Elena Georgescu-Nedelcu) ورزشکار زن رشتهٔ روئینگ اهل کشور رومانی است. وی در بین سال‌های ‎۱۹۹۲ تا ۲۰۰۸ میلادی در مسابقات بازی‌های المپیک تابستانی در مجموع ۵ مدال، شامل ۳ مدال طلا و ۱ نقره و ۱ برنز را کسب کرد.